# Kimberlite
Sotto il nome di kimberlite è compreso un gruppo di rocce ignee ultrabasiche (SiO2 < 45% in peso) e potassiche o ultrapotassiche (cioè con K2O / Na2O > 2), solitamente brecciate, con tessitura porfirica caratterizzata da grossi cristalli (megacristalli) di minerali femici, tra i quali prevale l'olivina serpentinizzata. In prossimità della superficie costituiscono il riempimento di particolari dicchi e camini vulcanici chiamati diatremi.  La kimberlite è nota soprattutto come roccia madre dei diamanti, sebbene non sia l'unico tipo di roccia che li contiene.

## Storia e origine del nome
La prima roccia kimberlitica venne descritta da Vanuxen nel 1837 a Ludlowville vicino Ithaca, nello stato di New York (USA); tuttavia il termine Kimberlite venne introdotto per la prima volta da Lewis nel 1887 per descrivere alcune peridotiti micacee contenenti diamanti della zona di Kimberley nel Sudafrica.

## Caratteristiche, variabilità e mineralogia
Originariamente il termine kimberlite descriveva più un'idea che un particolare tipo di roccia, e l’idea era che le kimberliti fossero un qualsiasi tipo di roccia ultramafica contenente diamanti. Oggi le kimberliti e le affini e spesso a loro associate lamproiti rappresentano ancora una sfida per i petrografi nella ricerca di dare loro una precisa definizione e stabilire confini netti tra un litotipo e l'altro. Non c'è accordo tra chi vorrebbe conservare la nomenclatura storica e chi crede che questa vada completamente rivista. La sottocommissione sulla sistematica delle rocce ignee dell'IUGS (International Union of Geological Sciences) propone (2003) di seguire, caratterizzandola più precisamente dal punto di vista mineralogico, la divisione proposta da Smith et al. (1985) e Skinner (1989) in kimberliti del gruppo 1 che corrispondono all'archetipo di Kimberley, precedentemente definite kimberliti basaltiche da Wagner (1914) e in kimberliti del gruppo 2, precedentemente definite kimberliti lamprofiriche o micacee da Wagner (1914).

### Kimberliti del gruppo 1
Queste rocce sono particolarmente ricche di elementi volatili (principalmente CO2) e chimicamente con potassio maggiore di sodio. Comunemente presentano una distintiva tessitura inequigranulare, con macrocristalli (tipicamente 0,5–10 mm di diametro) o talora megacristalli (tipicamente 1–10 cm di diametro) in una pasta di fondo o matrice a grana fine. Macro- e megacristalli, alcuni dei quali sono xenocristalli, includono cristalli anedrali (cioè irregolari e non terminati da facce piane) di olivina (minerale dominante), ilmenite magnesiaca, piropo, diopside (talvolta subcalcico), flogopite, enstatite e cromite povera in titanio. La matrice contiene una seconda generazione euedrale o subedrale di olivina associata a uno o più dei seguenti minerali primari: monticellite, flogopite, spinello, apatite, carbonati e serpentino. Molte kimberliti contengono una mica pecilitica appartenente alla serie barifera flogopite–kinoshitalite. Solfuri nickeliferi e rutilo  sono comuni accessori. Comune è anche la sostituzione delle precedentemente cristallizzate olivina, flogopite, monticellite e apatite con serpentino deuterico e calcite.
 
Membri evoluti del gruppo 1 possono essere poveri o mancare del tutto di macrocristalli ed essere costituiti di olivina di seconda generazione, calcite, serpentino e magnetite insieme con quantità minori di flogopite, apatite e perowskite.

| | Kimberlite gruppo 1 | Orangeite     |
| --- | ------------------- | ------------- |
| Olivina | mmm, fff            | mm, ff        |
| Flogopite | mm, ff, ggg         | mmm, fff, ggg |
| Leucite |                     | g             |
| Ti-K richterite |                     | gg            |
| Sanidino |                     | ggg           |
| diopside |                     | ggg           |
| Monticellite | ggg                 |               |
| Mg-spinello | gggg                | gg            |
| Perovskite | ggg                 | gg            |
| Apatite | ggg                 | gggg          |
| K-Ba-titanite | g                   | ggg           |
| Silicati di Zr | g                   | ggg           |
| Mn-ilmenite | gg                  | ggg           |
| Calcite | gggg                | ggg           |
| Piropo | mmm                 |               |
| LEGENDA: vuoto: assente. x: molto raro. xx: raro. xxx: comune. xxxx: abbondante. g: massa di fondo. f: fenocristalli. m: megacristalli (da Mitchell, 1996) |                     |               |

La complessità mineralogica e strutturale rende evidente che queste kimberliti sono rocce ibride, nelle quali la difficoltà di distinguere i costituenti primari dagli xenocristalli trascinati all'interno del magma preclude la possibilità di una semplice distinzione. La soprastante caratterizzazione tenta di riconoscere che la composizione e la mineralogia delle kimberliti non è interamente derivata da un magma genitore e i termini non genetici macrocristallo e megacristallo sono usati per descrivere minerali di origine non riconoscibile. 

Per i macrocristalli è generalmente riconosciuta un'origine dalla disaggregazione di harzburgiti, lherzoliti ed eclogiti del mantello e da xenoliti di peridotite metasomatizzata. L'origine dei minerali costituenti i megacristalli, con significative diversità chimiche rispetto a quelli dei macrocristalli (soprattutto un minor contenuto in cromo), è tuttora dibattuta. Queste distinzioni chimiche tra macro- e megacristalli sono incluse nella definizione di kimberlite per la loro comune presenza ma, strettamente parlando, i minerali riconosciuti come xenocristalli non andrebbero inclusi nella definizione in quanto non sono cristallizzati da un magma genitore.

### Kimberliti del gruppo 2
Studi recenti hanno dimostrato che le kimberliti del gruppo 1 e del gruppo 2 sono tipi di rocce mineralogicamente differenti e petrogeneticamente distinti. Non c'è ancora accordo sulla definizione del gruppo 2 per cui occorrerebbero ulteriori studi. Mitchell (1986, 1994, 1995) suggerisce che queste rocce non siano affatto kimberliti e si dovrebbe usare il termine orangeiti in riconoscimento del loro distinto carattere e dell'unica presenza nella regione di Orange, in Sudafrica.

Le kimberliti del gruppo 2 (o orangeiti) sono un gruppo di rocce ultrapotassiche (K2O / Na2O > 3) e peralcaline ((K2O + Na2O) / Al2O3  > 1) ricche in elementi volatili (prevalentemente H2O) caratterizzate da megacristalli e microfenocristalli di flogopite insieme a miche nella pasta di fondo che variano in composizione dalla flogopite alla tetraferriflogopite. Macrocristalli arrotondati di olivina e cristalli euedrali di olivina sono comuni ma non i maggiori constituenti. Tra i caratteristici minerali primari della pasta di fondo sono inclusi diopside zonato verso (e circondato da) egirina titanifera, spinello (da Mg-cromite a Ti-magnetite), perovskite ricca in stronzio e terre rare, apatite ricca in stronzio, fosfati ricchi in terre rare (monazite, daqingshanite), potassio-bario titanati appartenenti al gruppo dell'hollandite, potassio triskaidecatitanati (K2Ti13O27), Nb-rutilo e Mn-ilmenite. Essi sono impostati in una mesostasi che può contenere calcite, dolomite, ancylite e altri carbonati delle terre rare, witherite, norsethite e serpentino.

Membri evoluti del gruppo contengono sanidino e K-richterite nella pasta di fondo. Silicati di zirconio (wadeite, zircone, granato kimzeyitico, silicato di Ca-Zr) possono comparire come minerali di stadio tardivo, mentre la barite è un comune minerale secondario deuterico.

Queste rocce hanno un'affinità verso le lamproiti maggiore che non verso le kimberliti del gruppo 1, tuttavia vi sono differenze nella composizione e nella mineralogia che permettono di separarle dalle lamproiti.

## Giacitura delle kimberliti

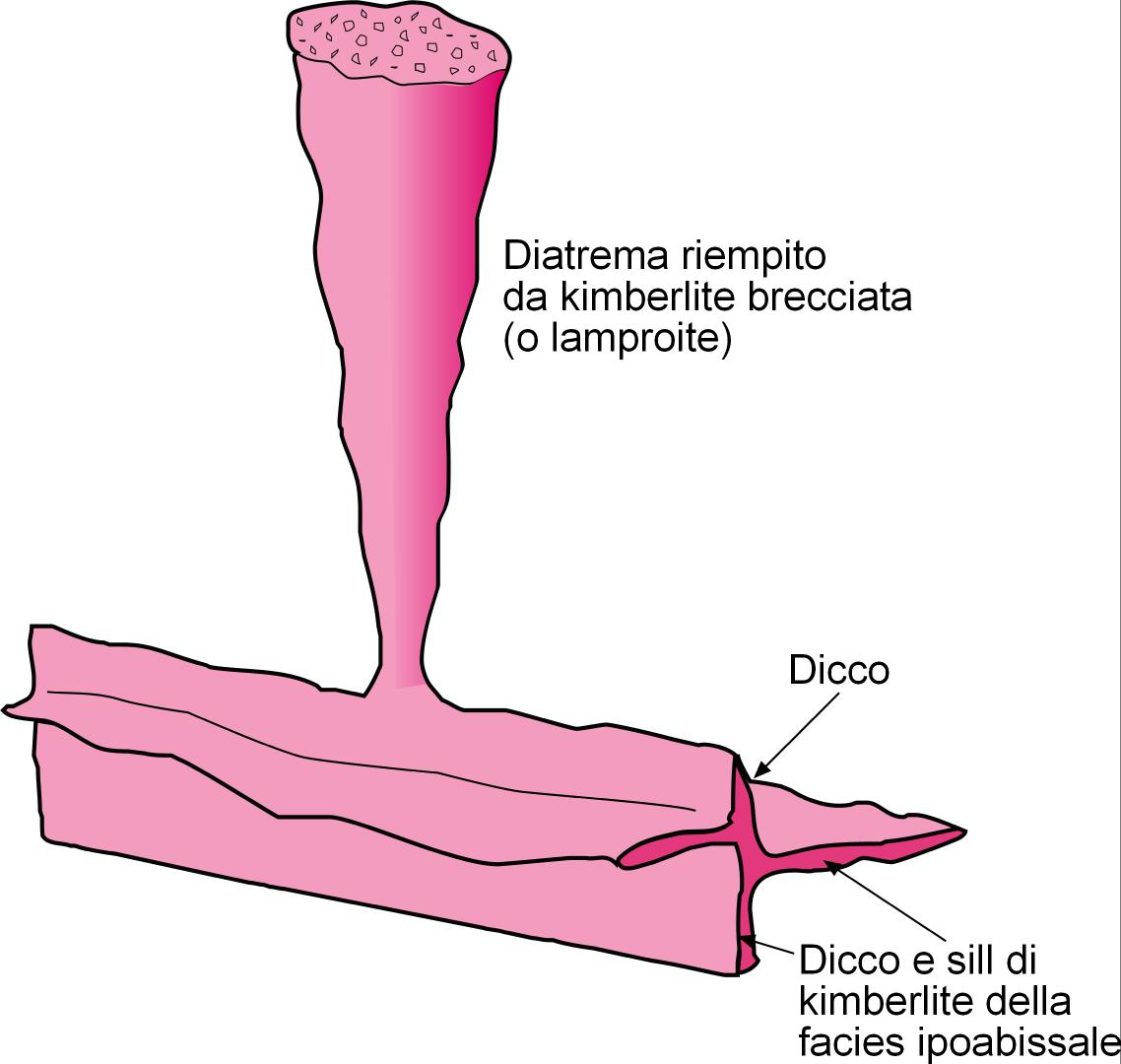
Relazioni tra filoni ipoabissali e diatremi di kimberlite e/o lamproite. I sill profondi e i dicchi alimentatori sono formati da magma kimberlitico solidificato in situ

Le kimberliti del gruppo 1 e del gruppo 2 hanno comuni giaciture sia sotto forma di corpi ipoabissali (dicchi e filoni-strato o sill)  che di camini vulcanici esplosivi noti come diatremi.  Questi ultimi sono piccoli, con un diametro massimo in superficie di 2 km (ma generalmente molto minore), e un'estensione verticale di 1–2 km. Spesso sono riuniti in grappoli, come nel più noto esempio del Lesotho settentrionale, dove se ne contano oltre 180, in media uno ogni 25 km2. Alcuni convergono in profondità verso dicchi di kimberlite non frammentata. I dicchi sono sottili, normalmente meno di 10 m, ma si estendono fino a 14 km. Filoni e diatremi si intersecano vicendevolmente..

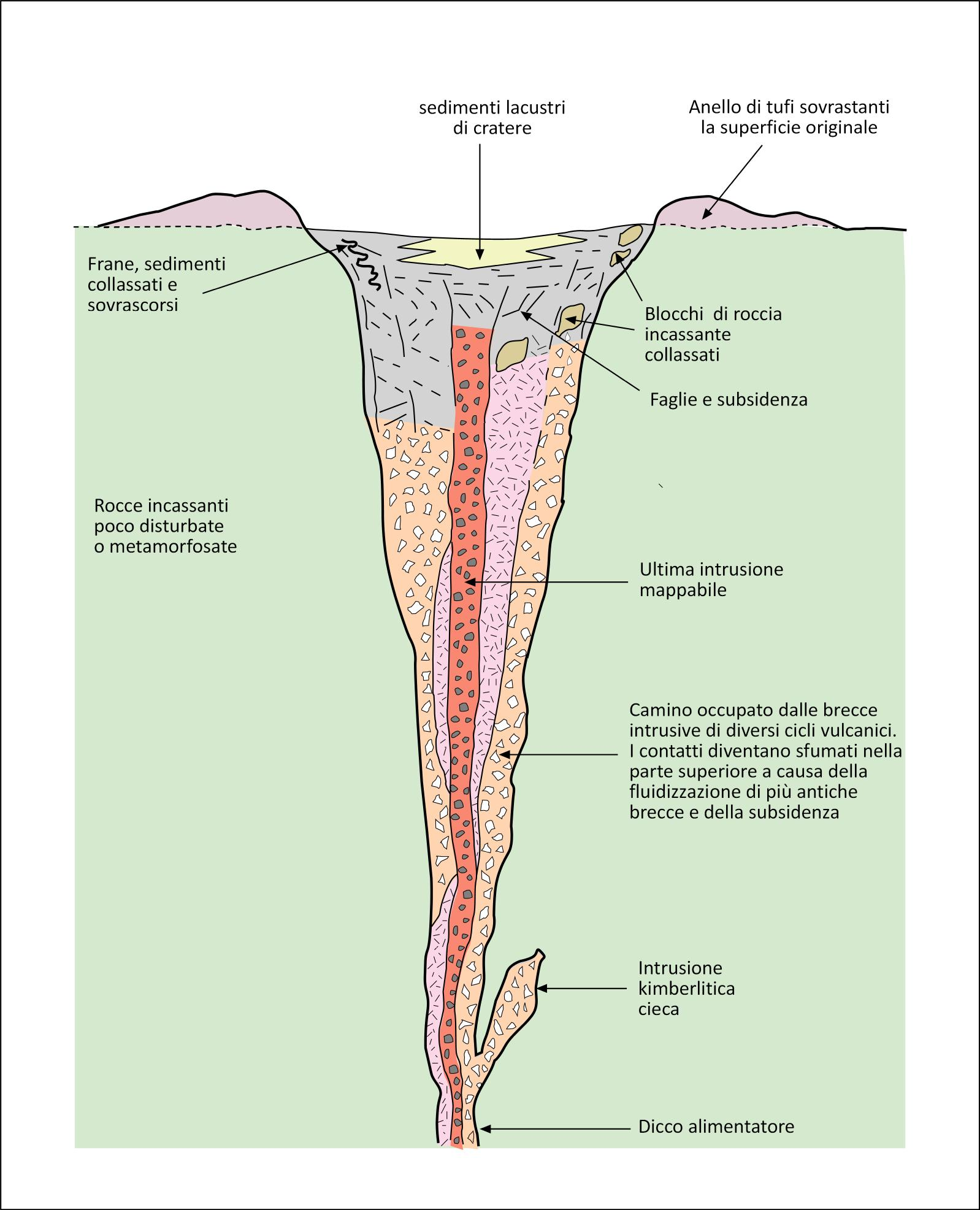
Sezione schematica di diatrema kimberlitico (camino) con soprastante maar (cratere vulcanico al di sotto del piano di campagna, di solito occupato da un lago e circondato da un anello di tufi).

I camini hanno una forma a stretto imbuto, con pareti verticali o fortemente inclinate. Nella parte superiore la kimberlite ha la struttura di un agglomerato vulcanico (in realtà una breccia tufacea con molti frammenti arrotondati e immersi in una matrice a grana fine) e del tufo. I frammenti arrotondati sono spesso xenoliti di rocce metamorfiche di origine crostale profonda o di peridotiti a granato o eclogiti provenienti dal mantello superiore. La loro natura arrotondata è attribuita ad un'origine da gas fluidizzati. La kimberlite magmatica è confinata nella parte più profonda del camino, dove ha spesso la forma di una breccia d'intrusione, sfumante gradualmente verso l'agglomerato in alto e verso la kimberlite intrusiva dei dicchi di alimentazione in basso..La matrice della breccia è composta da diopside, serpentino e flogopite; non vi è nessun effetto termico sulle rocce incassanti, indice che la cristallizzazione nel diatrema è avvenuta a bassa temperatura. Al contrario la kimberlite di dicchi e sill non è frammentata, presenta calcite e serpentino nella matrice e gli xenoliti hanno subito pirometamorfismo  e presentano sovente spesse corone di reazione o zone concentriche a metamorfismo termico variabile

I diatremi più recenti terminano in superficie in maar, depressioni occupate da laghi con sedimenti lacustri profondi fino a 300 m e intorno presentano un modesto anello di tufi non più alto di qualche decina di m. Quelli più vecchi sono più o meno profondamente erosi, fino a raggiungere la base del cono..

## Messa in posto delle kimberliti
La complessità delle strutture dei camini kimberlitici rende difficile ricostruire il meccanismo con cui le varie rocce si sono messe in posto. Così sono sorti numerosi modelli interpretativi. Tra questi i seguenti sono i più accreditati:

### Modello esplosivo
Questo modello prevede la risalita, a bassa profondità, di magma kimberlitico, il suo accumulo in una camera magmatica intermedia e il successivo arricchimento in volatili. Quando la pressione all’interno della camera magmatica raggiunge elevati valori, tali da vincere la pressione litostatica, l’eruzione kimberlitica ha luogo. L’epicentro dell’eruzione dovrebbe trovarsi all’interfaccia tra il sistema ipoabissale e la base del diatrema. 
Lo scavo in profondità, a scopi economici, di numerosi diatremi kimberlitici sembra non avallare questa ipotesi: 
- Non sono state mai trovate tracce di camere magmatiche intermedie;
- l’angolo che le pareti del diatrema formano con le rocce incassanti è troppo alto (80-85°) perché questo possa essersi formato ad una tale profondità[2].

### Modello della fluidizzazione
È una teoria proposta da Dawson (1962, 1971) e successivamente adottata e rivisitata da Clement (1982) e da Field e S. Smith (1999). Secondo questo modello il magma kimberlitico risalirebbe in impulsi magmatici successivi, formando quelli che Mitchell (1986) definisce diatremi embrionali, gli uni sovrapposti agli altri. Il risultato è una complessa rete di condotti o camini composti da kimberliti ipoabissali. La superficie di tali condotti non è aperta e i volatili tendono ad accumularsi man mano che nuovi impulsi si accumulano. Ad un certo punto, con l’accumularsi dei vari impulsi magmatici, l’altezza complessiva del diatrema embrionale si avvicina alla superficie (circa 500 m) e la pressione all’interno dei vari condotti raggiunge un punto critico, superando la pressione litostatica. Inizia una fase di fluidizzazione: la liberazione improvvisa di volatili ad alta pressione favorisce il mescolamento di frammenti rocciosi, porzioni di magma juvenile e altro materiale all’interno del diatrema. Il fronte di fluidizzazione viene spinto verso l’alto dai volatili in risalita, ma tale processo si ritiene abbia una durata limitata in quanto i frammenti rocciosi che si rinvengono nel diatrema hanno sempre una morfologia angolosa. Questa teoria spiegherebbe molte caratteristiche dei diatremi kimberlitici: 
- Il rinvenimento di frammenti di rocce incassanti fino a 1 km di profondità rispetto alla loro originaria posizione;
- Il rapporto raggio cratere-superficie di esplosione vicino ad 1;
- la presenza di complessi condotti kimberlitici in profondità rinvenuti in numerose parti del mondo;
- la transizione tra facies ipoabissale e di diatrema.

Field e Smith S. ritengono che l'acqua e il contesto geologico abbiano un ruolo importante nella formazione dei camini kimberlitici. . Rocce molto compatte e povere in acquiferi, come i basalti che ricoprono gran parte del Sudafrica, avrebbero favorito una morfologia delle kimberliti classica (diatremi molto inclinati e tre distinte litologie: ipoabissale, di camino e superficiale); altri contesti geologici, come in Canada, caratterizzati da rocce poco consolidate e ricche in acquiferi, avrebbero favorito lo sviluppo di una morfologia diversa: diatremi poco inclinati e riempiti da materiale della facies craterica, senza però la presenza della facies di diatrema.

### Modello idrovulcanico (Freatomagmatico)
Questo modello, fortemente enfatizzato da Lorenz (1999), suppone che il magma kimberlitico risalga in condotti interconnessi larghi circa 1 m. La risalita magmatica lungo sistemi di faglia (capaci di veicolare l’acqua) favorirebbe l’interazione acqua-magma oppure la frammentazione magmatica durante la liberazione dei volatili permetterebbe l’infiltrazione di acqua e la conseguente interazione con il magma. In entrambi i casi l’interazione tra acqua e magma avrebbe prodotto un'eruzione freatomagmatica di breve durata. Anche questo modello è sottoposto a critiche:
- non spiega perché tutte le eruzioni kimberlitiche richiedano il contatto con l’acqua. Diversi contesti geologici non sono favorevoli a tale interazione;
- non spiega la presenza di complessi condotti kimberlitici in profondità, rinvenuti in numerose parti del mondo[2].

### Modello a 4 stadi
Proposto da Sparks et al. (2006), questo modello riprende e modifica parte dei modelli precedenti. La messa in posto delle kimberliti sarebbe avvenuta attraverso la seguente serie di eventi: 
- Stadio 1: l'eruzione inizia vicino alla superficie da una fessura come conseguenza di una forte sovrapressione dovuta all'alto contenuto di volatili del magma. L'eruzione crea un cratere ma, a causa dell'ininterrotta sovrapressione, molto del materiale eruttato viene scagliato fuori dal cratere.
- Stadio 2: si forma il camino in conseguenza dell'ampliamento e approfondimento del cratere. Questo stadio viene visto come una fase essenzialmente erosiva.
- Stadio 3: inizia quando il cratere si è ampliato ad un punto critico nel quale la pressione della miscela eruttiva scende a 1 atm. A questo punto il materiale non viene più scagliato in alto e comincia la deposizione all'interno del camino. Se le condizioni sono idonee, può avvenire la fluidizzazione del materiale piroclastico deposto; questa può produrre il caratteristico carattere massivo e mescolato della zona diatremica. Sparks et al. enfatizzano il fatto che la fluidificazione deve essere vista come un processo che mobilizza i detriti piroclastici non consolidati e non come il processo che origina il camino.
- Stadio 4: il materiale del camino kimberlitico subisce un metamorfismo idrotermale con consequente alterazione dei minerali primari.
- Gli stadi 2 e 3 possono verificarsi più volte all'interno dello stesso camino.

### Modello dell'implosione del camino
In netto contrasto con il modello precedente è quello proposto da Wilson e Head (2007), secondo il quale i camini diatremici si sarebbero formati in tempi brevissimi (approssimativamente un'ora). Secondo questi autori il magma carico di CO2 sarebbe risalito dal mantello come un filone, nel quale una schiuma ricca di CO2 si sarebbe accumulata dietro l'apice del dicco. Questa aveva lo stato di un liquido supercritico, con un ampio differenziale di pressione dal magma all'apice del dicco, che causava una risalita turbolenta del magma, fino alla velocità di 30–50 m/s quando irrompeva in superficie. A quel punto il CO2 esalava nell'aria e,  come conseguenza di un'onda di depressurizzazione propagantesi verso il basso, le pareti del camino implodevano, il magma si frammentava e veniva istantaneamente raffreddato.

## Genesi delle kimberliti
I magmi kimberlitici derivano da sorgenti nel mantello più profonde di qualsiasi altra roccia vulcanica; questo è indicato non solo dal fatto che contengono diamanti (caratteristica condivisa con molte lamproiti) ma anche dal fatto che contengono comunemente xenoliti di lherzoliti a granato e harzburgiti. Tali xenoliti sono porzioni di mantello profondo strappate durante la risalita dei magmi kimberlitici e sono un indicatore ottimale per stabilire a che profondità, e in che contesti di P-T, tali magmi si siano formati. 
Il contenuto di Al2O3 dell’ortopirosseno degli xenoliti che coesiste con il granato è noto (da esperimenti di laboratorio) variare con la pressione (MacGregor, 1974). Quindi lo studio della concentrazione di Al2O3 negli ortopirosseni degli xenoliti peridotitici ha permesso di stabilire la profondità di origine di tali xenoliti. La temperatura può essere dedotta invece da geotermometri basati sul contenuto di CaO del clinopirosseno in equilibrio con l’ortopirosseno. Il risultato è un campo P-T di equilibrio per le lherzoliti a granato compreso tra 3 e 8 GPa, corrispondenti a 100–250 km di profondità, e tra 850 e 1700 °C.  Il massimo di profondità di questi xenoliti indica la minima profondità di origine dei magmi kimberlitici.
Studi sperimentali condotti da Wille e Huang (1975) hanno dimostrato che, alla pressione di 5,0-6,0 GPa, la fusione parziale di una Lherzolite a granato e flogopite, in presenza di CO2 e H2O, produce fusi a composizione kimberlitica. Secondo i due petrologi a pressioni superiori a 5,0 GPa i magmi kimberlitici potrebbero essere estremamente comuni nel mantello profondo e la rarità delle kimberliti va attribuita alla rarità degli ambienti tettonici favorevoli alla loro ascesa e messa in posto.
 
Lo studio della composizione isotopica delle kimberliti evidenzia profonde differenze di origine tra quelle del gruppo 1 e quelle del gruppo 2. Confrontando in un diagramma la composizione isotopica dello stronzio con quella del Neodimio nelle kimberliti del gruppo 1, risulta che esse hanno affinità con i basalti delle isole oceaniche e delle dorsali medio-oceaniche e sono convenzionalmente interpretate come aventi sorgente nell'astenosfera, mentre quelle del gruppo 2 hanno parziale affinità con le lamproiti e sono ritenute native nella zona di transizione mantello litosferico-astenosfera. Dunque i due gruppi quasi certamente non sono geneticamente correlati. 
Resta da spiegare perché le kimberliti abbiano alti contenuti di elementi incompatibili, pur avendo le caratteristiche di un magma poco evoluto, e perché contengano xenocristalli e xenoliti che si sono equilibrati ad alta pressione. Harris e Middlemost (1970) hanno proposto che i magmi kimberlitici del gruppo 1 si formino tramite due processi consecutivi:
- in un primo stadio si avrebbe la risalita di un magma poco denso, ricco in volatili (CO2 e H2O) dalle parti profonde del mantello (600 Km), formatosi per processi di degassamento del mantello;
- successivamente, raggiunti livelli più elevati del mantello (~260 Km) tale magma, molto caldo, favorirebbe la fusione parziale delle lherzoliti a granato. Il nuovo magma formatosi per fusione parziale sarebbe in equilibrio con la fase solida lherzolitica e avrebbe una composizione degli elementi maggiori picritica ma allo stesso tempo sarebbe arricchito in elementi incompatibili.

In condizioni ideali, tali magmi kimberlitici risalirebbero poi molto velocemente (12 m/s), da una profondità di almeno 200 km. A tale profondità, il materiale kimberlitico è essenzialmente un vero e proprio magma, ma durante la risalita diviene man mano una miscela di magma, rocce, fenocristalli e grandi volumi di gas e fasi liquide a bassa densità. Poiché tale miscela risale man mano attraverso diversi ambienti chimico-fisici, i cambiamenti composizionali della miscela magmatica avvengono in risposta ai processi di riequilibrazione, alle nuove condizioni chimico-fisiche, della varie fasi di cui è composta.

## Genesi dei diamanti
Per molto tempo si è creduto che i diamanti fossero dei fenocristalli della kimberlite. L'ipotesi fu scartata quando si scoprì che i diamanti sono più vecchi della roccia che li ospita. Diverse datazioni con i metodi Samario-Neodimio e Uranio-Piombo hanno dimostrato che in kimberliti di qualche centinaio di milioni di anni ci sono diamanti di più di 3 miliardi di anni (Kramers, 1979; Richardson et al., 1984) e lo stesso discorso vale anche per le lamproiti diamantifere (Richardson, 1986). Quindi i diamanti devono essere stati catturati da rocce più vecchie durante l'ascesa dei magmi verso la crosta. 

Nell'ultimo ventennio del XX secolo uno studio dettagliato degli xenoliti trovati in kimberliti e rocce basaltiche ha permesso ai petrologi di elaborare un modello della struttura petrologica delle regioni cratoniche, sede preferenziale di kimberliti con giacimenti diamantiferi. La figura 1 illustra uno schema dei rapporti tra luoghi di genesi dei magmi e la presenza o meno di diamanti. 

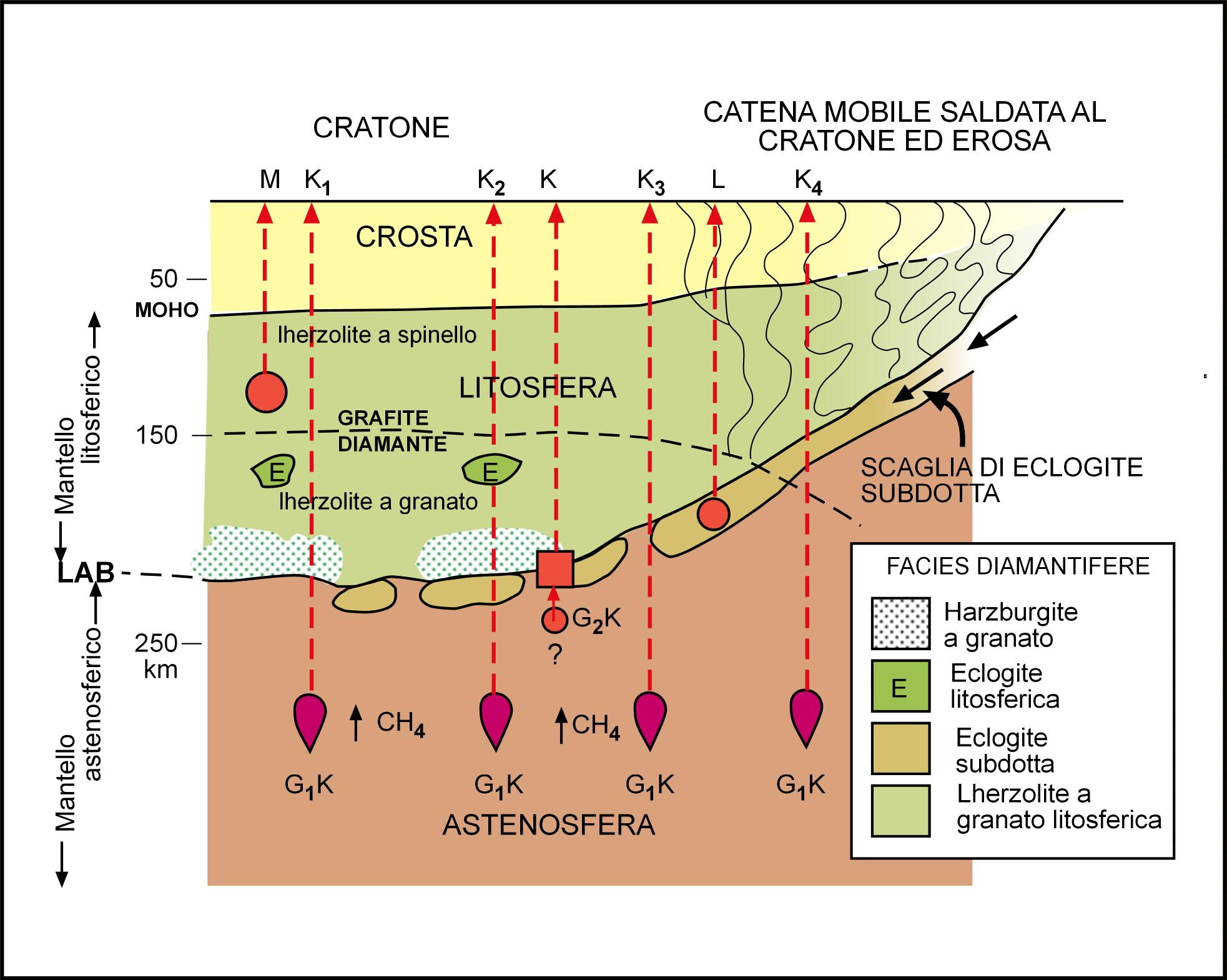
Fig. 1. Rapporti tra zone di origine dei magmi kimberlitici e lamproitici e orizzonti diamantiferi.
Sezione ipotetica di un cratone archeano e di un'adiacente catena mobile cratonizzata (saldata al cratone ed erosa) mostrante la posizione del limite litosfera-astenosfera (LAB) e del limite di stabilità diamante-grafite. I magmi kimberlitici del gruppo 1 (G_{1}K) si originano nell'astenosfera e possono contenere o meno diamanti come xenocristalli. Il magma K_{1} può contenere diamanti astenosferici e dalla lherzolite a granato insieme a diamanti derivati dall'harzburgite a granato. Il magma K_{2} può contenere diamanti dalle stesse sorgenti più i diamanti provenienti dalle eclogiti litosferiche e da quelle subdotte. Il magma K_{3} può contenere solo diamanti derivanti dall'astenosfera e dalla lherzolite a granato. Il magma K_{4} non passa attraverso nessuna delle regioni a contenuto diamantifero, perciò è sterile. I magmi kimberlitici del gruppo 2 (G_{2}K) si ritengono originati nella zona di transizione LAB e possono contenere diamanti derivati dalle harzburgiti a granato e dalle eclogiti subdotte. Il punto interrogativo indica che una componente astenosferica può essere coinvolta nella loro genesi. Le lamproiti (L) contengono diamanti derivati dalle eclogiti subdotte e dalla lherzolite a granato litosferica. I magmi melilititici e lamprofirici ultrabasici (M) si originano nel campo di stabilità della grafite e quindi non possono contenere diamanti. Sfortunatamente alcune di queste rocce sono petrograficamente simili alle kimberliti e possono indurre in errore durante la prospezione mineraria alla ricerca di giacimenti diamantiferi (da Mitchell R.H., 1998, ridisegnato).

Comunemente i diamanti presentano piccole inclusioni di silicati, ossidi e solfuri. Queste inclusioni sono interpretate come campioni di materiali che coesistevano con i diamanti durante la loro crescita. Gli studi di Meyer (1987) e Gurney(1989) hanno dimostrato l'esistenza di due principali gruppi di inclusioni, chiamate suite peridotitica e suite eclogitica.
- Inclusioni della suite peridotica: consistono di granato ricco in cromo, Cr-diopside, olivina forsteritica ed enstatite. Sebbene simili ai costituenti della lherzolite e dell'harzburgite che formano il mantello superiore litosferico, essi sono spiccatamente più ricchi in cromo. Il granato piropo ricco in cromo contenuto nei diamanti è impoverito in CaO e presenta una soluzione solida verso la knorringite (Mg3Cr2Si3O12) piuttosto che verso l'uvarovite (Ca3Cr2Si3O12). Questa peculiarità compositiva è condivisa soltanto con granati trovati in rari campioni di harzburgiti a granato diamantifere. In base a questa evidenza si pensa che alcuni diamanti derivino dalla disaggregazione di tali tipi di rocce madri[8].

Il rinvenimento di xenocristalli purpurei di piropo cromifero subcalcico (conosciuto colloquialmente come "granato G10") nelle kimberliti è comunemente visto come un segnale indicatore della presenza di diamanti.
- Inclusioni della suite eclogitica: consistono principalmente di un piropo-almandino arancione, pirosseno omfacitico, cianite e coesite, un'associazione simile a quella che caratterizza gli xenoliti eclogitici trovati in molte kimberliti. Molti di questi xenoliti contengono diamanti, per cui è realistico pensare che i diamanti derivino dalla loro disaggregazione[8].

I dati sulle inclusioni quindi suggeriscono che i diamanti derivino da almeno queste due sorgenti. Tuttavia studi sui diamanti dei giacimenti sudafricani dimostrano che non c'è correlazione tra la suite trovata negli xenoliti e quella all'interno dei diamanti: una kimberlite ricca in xenoliti eclogitici può contenere diamanti con inclusioni della suite peridotitica e viceversa.
 
Gli studi sugli xenoliti di lherzoliti, harzburgiti ed eclogiti con e senza diamanti trovati nelle kimberliti mostrano che i minerali presenti sono equilibrati a pressioni di 5,0-6,0 GPa (150–250 km) e temperature di 900-1400 °C, caratteristiche che li collocano nel mantello litosferico, nel campo di stabilità del diamante (vedi figura 1). Da ciò si deduce che la crescita dei diamanti sia anch'essa avvenuta nel mantello litosferico a simili - o maggiori - pressioni e temperature. Ma non consegue, tuttavia, che i diamanti formatisi in lherzoliti ed eclogiti siano necessariamente prodotti da identici processi.

Gli attuali modelli di formazione dei diamanti differiscono in particolare rispetto all'origine del carbonio. 
- Un gruppo di ipotesi (Schulze, 1986; Kesson and Ringwood, 1989) ritiene che il carbonio sia juvenile (derivato cioè direttamente dai fluidi magmatici): la deposizione del carbonio come diamante avverrebbe quando il metano o altri idrocarburi sono ossidati durante l'ascesa attraverso il mantello litosferico (Taylor and Green, 1989) o al limite litosfera-astenosfera (Haggerty, 1986). Questa è l'ipotesi favorita per i diamanti contenenti inclusioni della suite peridotitica.
- Un secondo gruppo di ipotesi suggerisce che il carbonio si sia introdotto nel mantello da processi di subduzione e possa essere non juvenile ma di origine biogena. A supporto di questa ipotesi c'è l'ampio spettro di composizioni isotopiche del carbonio. Questa potrebbe essere l'origine dei diamanti contenenti inclusioni della suite eclogitica[8].

Entrambi i gruppi di ipotesi hanno in comune il concetto che le rocce contenenti diamanti si sono formate a profondità superiori a 150 km e primariamente al contatto astenosfera-litosfera o immediatamente sopra. La formazioni dei diamanti è infine collegata allo sviluppo a lungo termine di cratoni continentali. Non si sa se i processi genetici dei diamanti abbiano operato solo nell'Archeano e Proterozoico o siano ancora attivi oggigiorno.
La conservazione dei diamanti per miliardi di anni richiede che il mantello sia mantenuto a bassa fugacità dell'ossigeno. Il passaggio di fluidi ricchi in CO2 e H2O attraverso gli orizzonti diamantiferi comporta l'ossidazione dei diamanti a CO o la loro conversione a grafite. In conclusione le ipotesi correnti ritengono che le radici dei cratoni continentali contengano "orizzonti" diamantiferi la cui estensione laterale e verticale è sconosciuta. La distruzione e disaggregazione di questi orizzonti per il passaggio di magmi provenienti da maggiori profondità comporta l'incorporazione dei diamanti come xenocristalli nel magma.

## Distribuzione e uso delle kimberliti

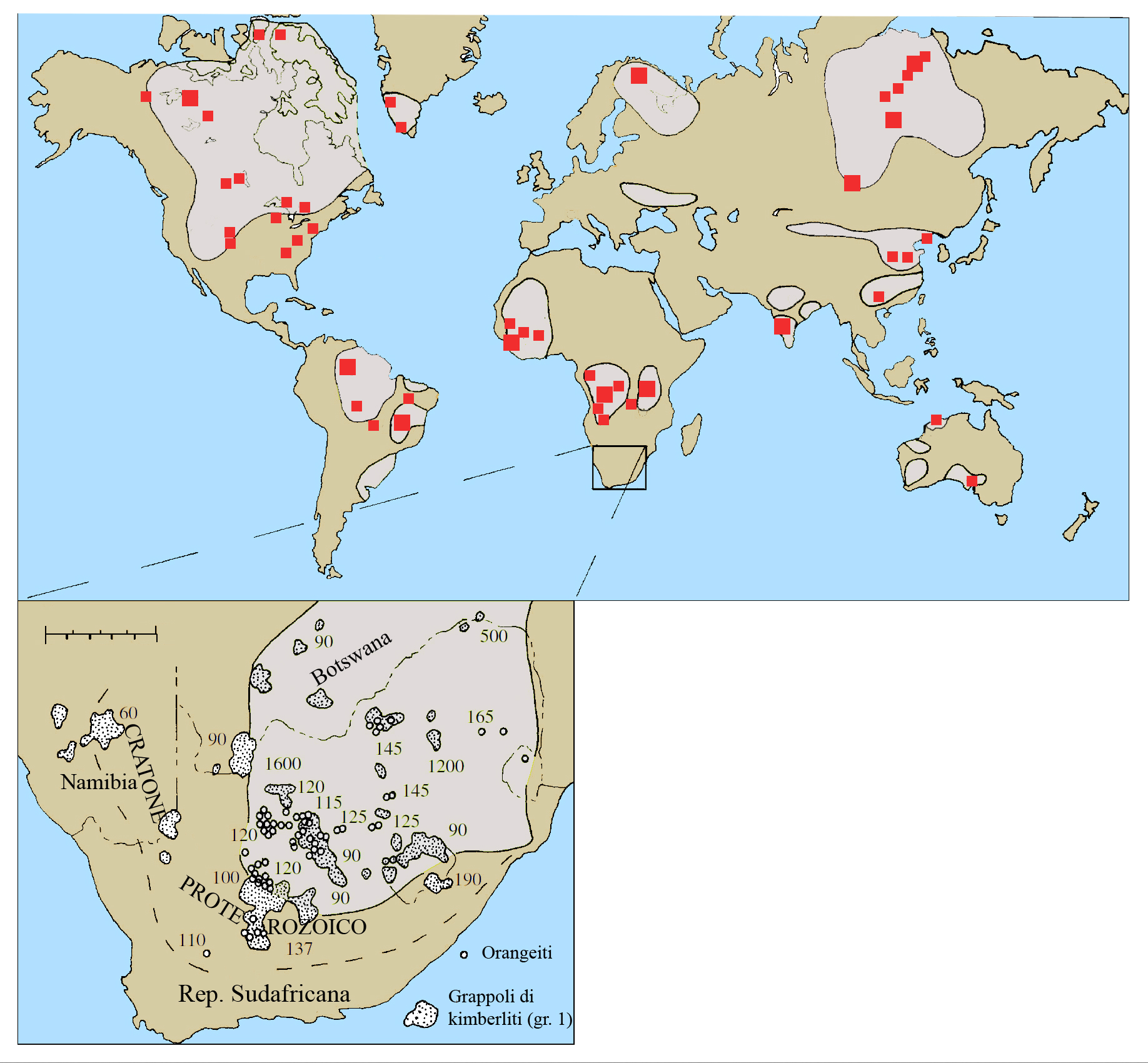
Distribuzione nel mondo di Kimberliti gruppo 1 e orangeiti (gruppo 2). In colore più chiaro l'estensione dei cratoni archeani. I quadrati più grandi indicano le kimberliti diamantifere. Nella cartina in dettaglio i grappoli di kimberliti e i diatremi orangeitici, con la loro età in Ma, nel Cratone di Kaapvaal (Africa meridionale).

A tutt'oggi sono stati individuati nel mondo circa 6400 camini kimberlitici, 900 dei quali sono classificati come diamantiferi e di questi solo una trentina sono stati coltivati per diamanti.

Tra i distretti economicamente più importanti ci sono quelli di Kimberley in Sudafrica (tra i primi individuati e coltivati), del Botswana centro-orientale, della miniera Mir e del camino Udachnaya (entrambi nella Repubblica Sacha in Siberia).

L'interesse per le kimberliti è ovviamente legato alla presenza dei diamanti, che sono utilizzati principalmente per la realizzazione di utensili per la lavorazione di pietre dure (scalpelli e corone diamantate per lo scavo di rocce, lame e dischi per seghe, paste abrasive per la lavorazione delle gemme). Solo una minima parte dei diamanti ha le caratteristiche idonee per essere usata in gioielleria. Alcuni camini kimberlitici contengono la varietà color rubino del granato piropo, utilizzata in gioielleria come pietra semipreziosa.

## Galleria d'immagini

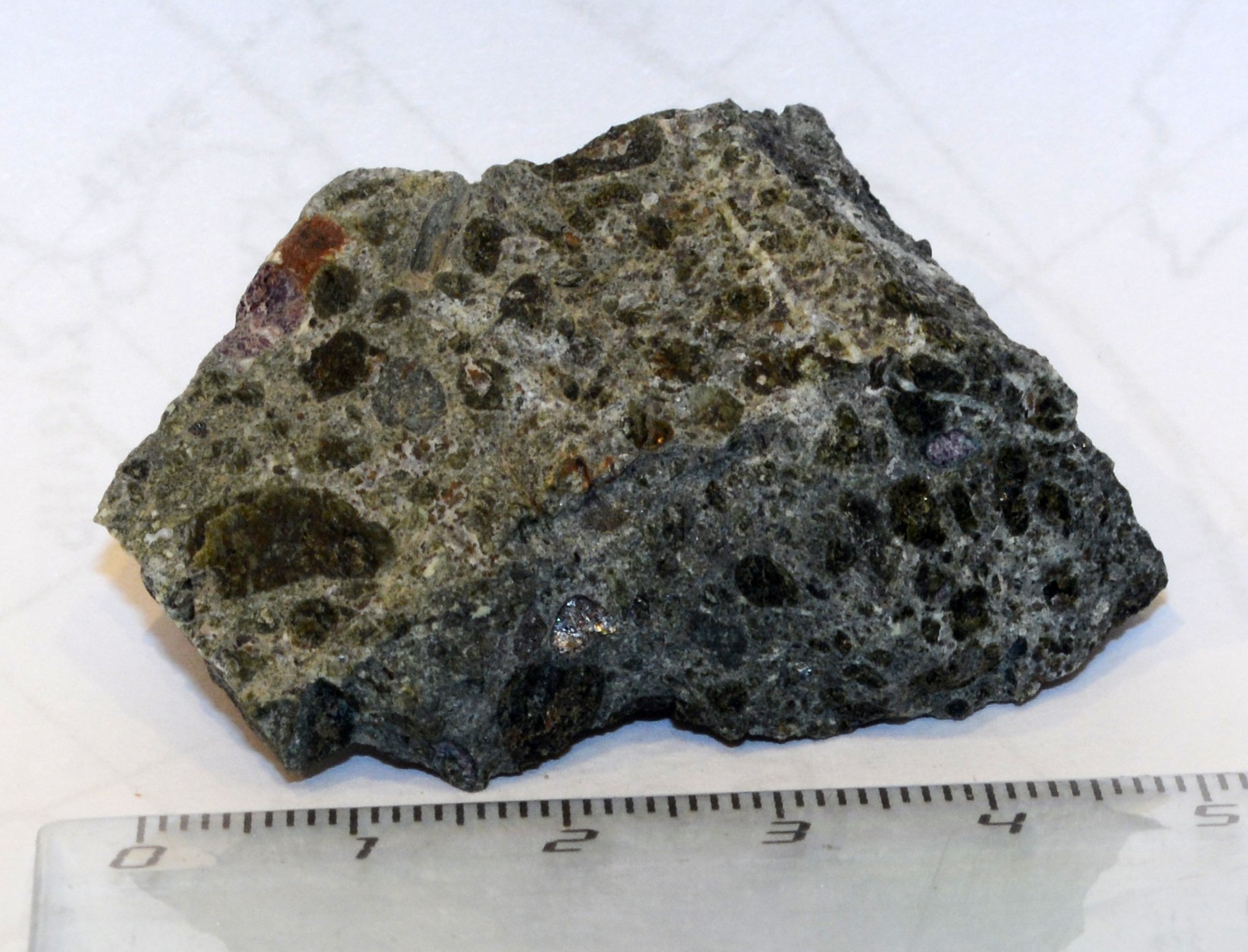
Kimberlite, Miniera Mir, Mirny, Jacuzia (Russia).
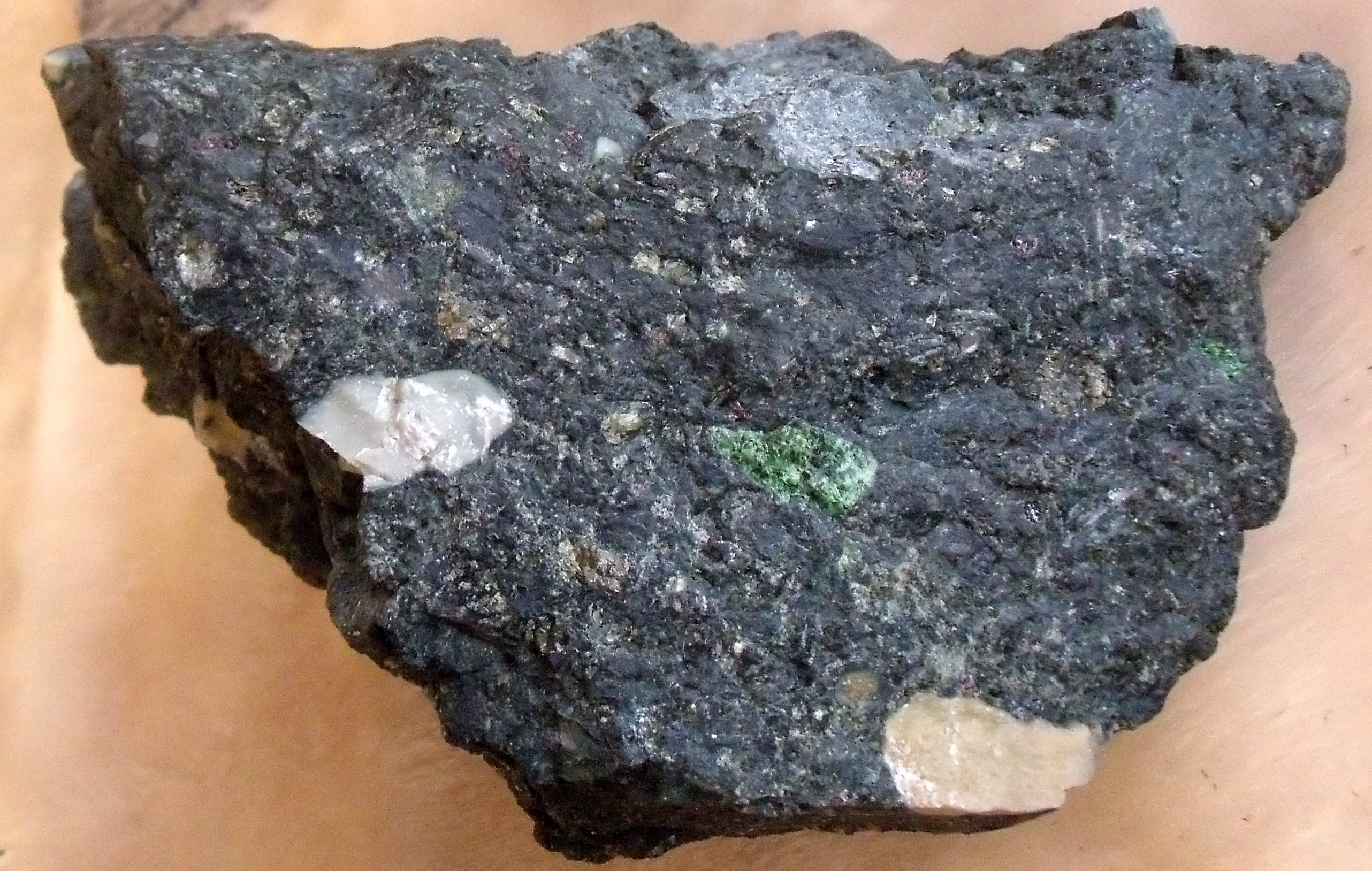
Kimberlite dalla Penisola Cumberland, isola di Baffin, Nunavut (Canada). Diopside cromifero verde e abbondanti piccoli macrocristalli di piropo.
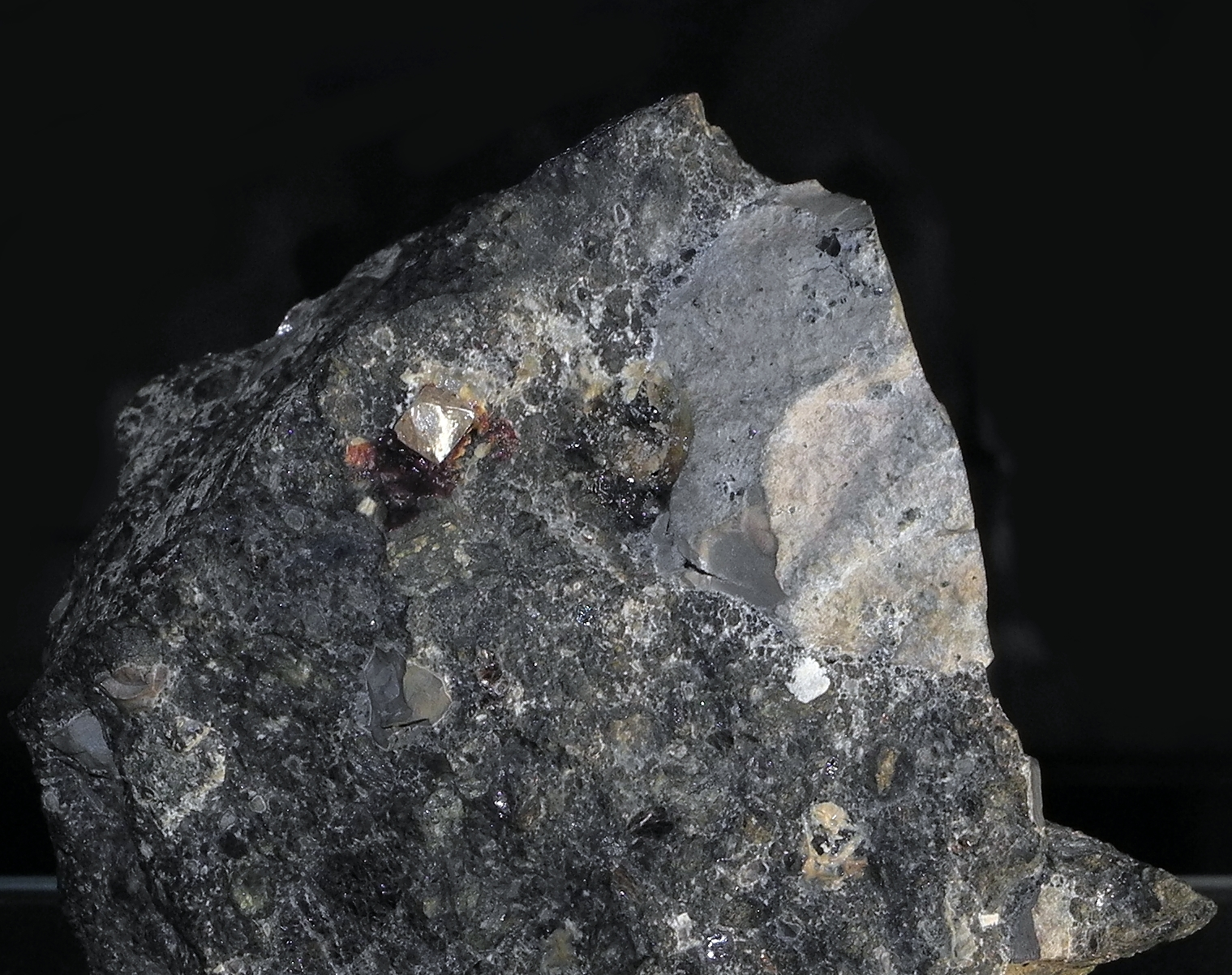
Diamante in kimberlite dalla Sudafrica, Museo Mineralogico, Wrocław (Polonia).